# Liste deutscher Stadtbibliotheken
Dies ist eine Liste deutscher Stadtbibliotheken. Sie erhebt keinen Anspruch auf Vollständigkeit.

## Aachen
- Stadtbibliothek Aachen

## Albstadt
- Stadtbücherei Albstadt

## Augsburg
- Staats- und Stadtbibliothek Augsburg
- Neue Stadtbücherei Augsburg

## Bad Freienwalde
- Stadt- und Kreisbibliothek Bad Freienwalde

## Baden-Baden
- Stadtbibliothek Baden-Baden

## Bayreuth
- Stadtbibliothek Bayreuth mit Jugendbücherei

## Bergheim
- Stadtbibliothek Bergheim

## Bergisch Gladbach
- Stadtbücherei Bergisch Gladbach

## Berlin
- Zentral- und Landesbibliothek Berlin
- Stadtbibliothek Charlottenburg-Wilmersdorf
- Stadtbibliothek Friedrichshain-Kreuzberg
- Stadtbibliothek Lichtenberg
- Stadtbibliothek Marzahn-Hellersdorf
- Stadtbibliothek Berlin-Mitte
- Stadtbibliothek Neukölln
- Stadtbibliothek Pankow
- Stadtbibliothek Reinickendorf
- Stadtbibliothek Spandau
- Stadtbibliothek Steglitz-Zehlendorf
- Stadtbibliothek Tempelhof-Schöneberg
- Stadtbibliothek Treptow-Köpenick

## Bielefeld
- Stadtbibliothek Bielefeld

## Bochum
- Stadtbücherei Bochum

## Bonn
- Stadtbibliothek Bonn

## Bottrop
- Bibliothek Bottrop

## Braunschweig
- Stadtbibliothek Braunschweig

## Bremen
- Stadtbibliothek Bremen

## Bremerhaven
- Stadtbibliothek Bremerhaven

## Chemnitz
- Stadtbibliothek Chemnitz

## Coburg
- Stadtbücherei Coburg

## Cottbus
- Stadt- und Regionalbibliothek Cottbus

## Cuxhaven
- Stadtbibliothek Cuxhaven

## Darmstadt
- Stadtbibliothek Darmstadt

## Dessau-Roßlau
- Anhaltische Landesbücherei

## Detmold
- Stadtbücherei Detmold

## Diepholz
- Mediothek Diepholz

## Dresden
- Städtische Bibliotheken Dresden

## Dortmund
- Stadt- und Landesbibliothek Dortmund

## Duisburg
- Stadtbibliothek Duisburg

## Düsseldorf
- Stadtbüchereien Düsseldorf

## Eberbach
- Stadtbibliothek Eberbach

## Erfurt
- Stadt- und Regionalbibliothek Erfurt

## Erkrath
- Stadtbücherei Erkrath

## Erlangen
- Stadtbibliothek Erlangen

## Essen
- Stadtbibliothek Essen

## Flensburg
- Stadtbibliothek Flensburg

## Frankfurt am Main
- Stadtbücherei Frankfurt am Main

## Freiburg im Breisgau
- Stadtbibliothek Freiburg im Breisgau

## Füssen
- Stadtbibliothek Füssen

## Gelsenkirchen
- Stadtbibliothek Gelsenkirchen

## Gera
- Stadt- und Regionalbibliothek Gera

## Gießen
- Stadtbibliothek Gießen

## Göppingen
- Stadtbibliothek Göppingen

## Gotha
- Stadtbibliothek Gotha

## Göttingen
- Stadtbibliothek Göttingen

## Großenhain
- Karl-Preusker-Bücherei

## Gütersloh
- Stadtbibliothek Gütersloh

## Hagen
- Stadtbücherei Hagen

## Halle (Saale)
- Stadtbibliothek Halle

## Hamburg
- Zentralbibliothek der Hamburger Öffentlichen Bücherhallen

## Hamm
- Stadtbücherei Hamm

## Hanau
- Stadtbibliothek Hanau

## Hannover
- Stadtbibliothek Hannover

## Hattingen
- Stadtbibliothek Hattingen

## Heidelberg
- Stadtbücherei Heidelberg

## Heidenheim an der Brenz
- Stadtbibliothek Heidenheim

## Heilbronn
- Stadtbibliothek Heilbronn

## Herne
- Stadtbibliothek Herne

## Herrenberg
- Stadtbibliothek Herrenberg

## Ingolstadt
- Wissenschaftliche Stadtbibliothek Ingolstadt

## Karlsruhe
- Stadtbibliothek Karlsruhe

## Kiel
- Stadtbibliothek Kiel

## Koblenz
- Stadtbibliothek Koblenz

## Köln
- Stadtbibliothek Köln

## Krefeld
- Mediothek Krefeld

## Kassel
- Stadtbibliothek Kassel

## Ladenburg
- Stadtbibliothek Ladenburg

## Lahr/Schwarzwald
- Mediathek Lahr

## Lauterbach (Hessen)
- Stadtbücherei Lauterbach

## Leipzig
- Stadtbibliothek Leipzig

## Leverkusen
- Stadtbibliothek Leverkusen

## Lörrach
- Stadtbibliothek Lörrach

## Ludwigsburg
- Stadtbibliothek Ludwigsburg

## Lübeck
- Stadtbibliothek der Hansestadt Lübeck

## Lüdenscheid
- Stadtbücherei Lüdenscheid

## Ludwigshafen am Rhein
- Stadtbibliothek Ludwigshafen

## Magdeburg
- Stadtbibliothek Magdeburg

## Mainz
- Stadtbibliothek Mainz

## Mannheim
- Stadtbibliothek Mannheim

## Memmingen
- Stadtbibliothek Memmingen

## Mönchengladbach
- Stadtbibliothek Mönchengladbach

## Moers
- Stadtbücherei Moers

## Mülheim an der Ruhr
- Stadtbibliothek Mülheim an der Ruhr

## München
- Münchner Stadtbibliothek

## Münster
- Stadtbücherei Münster

## Neu-Isenburg
- Stadtbibliothek Neu-Isenburg

## Neuss
- Stadtbibliothek Neuss

## Nordhausen
- Stadtbibliothek Nordhausen

## Nordhorn
- Stadtbibliothek Nordhorn

## Nürnberg
- Stadtbibliothek Nürnberg

## Nürtingen
- Stadtbücherei Nürtingen

## Oberhausen
- Stadtbibliothek Oberhausen

## Offenbach
- Stadtbibliothek Offenbach

## Offenburg
- Stadtbibliothek Offenburg

## Oldenburg
- Stadtbibliothek Oldenburg

## Osnabrück
- Stadtbibliothek Osnabrück

## Peine
- Stadtbücherei Peine

## Pirmasens
- Stadtbücherei Pirmasens

## Potsdam
- Stadt- und Landesbibliothek Potsdam

## Radebeul
- Stadtbibliothek Radebeul-Ost: Erlebnisbibliothek Bahnhof Radebeul Ost
- Stadtbibliothek Radebeul-West auf dem Grundstück der Hofmann-Villa

## Ratingen
- Stadtbibliothek Ratingen

## Regensburg
- Stadtbücherei Regensburg

## Rosenheim
- Stadtbibliothek Rosenheim

## Rostock
- Stadtbibliothek Rostock

## Saarbrücken
- Stadtbibliothek Saarbrücken

## Schorndorf
- Stadtbücherei Schorndorf

## Schwäbisch Hall
- Stadtbibliothek Schwäbisch Hall

## Schwerin
- Stadtbibliothek Schwerin

## Solingen
- Stadtbibliothek Solingen

## Spaichingen
- Stadtbücherei Spaichingen

## Stuttgart
- Stadtbücherei Stuttgart

## Trier
- Stadtbibliothek Trier

## Trossingen
- Stadtbücherei Trossingen

## Tuttlingen
- Stadtbibliothek Tuttlingen

## Ulm
- Stadtbibliothek Ulm

## Wangen im Allgäu
- Stadtbücherei im Kornhaus

## Weimar
- Stadtbibliothek Weimar

## Weinheim
- Stadtbibliothek Weinheim

## Weißenburg in Bayern
- Stadtbibliothek Weißenburg

## Wiesbaden
- Stadtbibliothek Wiesbaden

## Wilhelmshaven
- Stadtbibliothek Wilhelmshaven

## Wismar
- Stadtbibliothek Wismar

## Witten
- Bibliothek Witten

## Wolfsburg
- Stadtbibliothek Wolfsburg

## Worms
- Stadtbibliothek Worms

## Wuppertal
- Stadtbibliothek Wuppertal

## Zittau
- Christian-Weise-Bibliothek

## Zwickau
- Stadtbibliothek Zwickau